# Sofi
Sofi è una circoscrizione rurale (rural ward) della Tanzania situata nel distretto di Ulanga, regione di Morogoro. Conta una popolazione di 14 084 abitanti (censimento 2012).